# Kriegerdenkmal (Frankenbach)

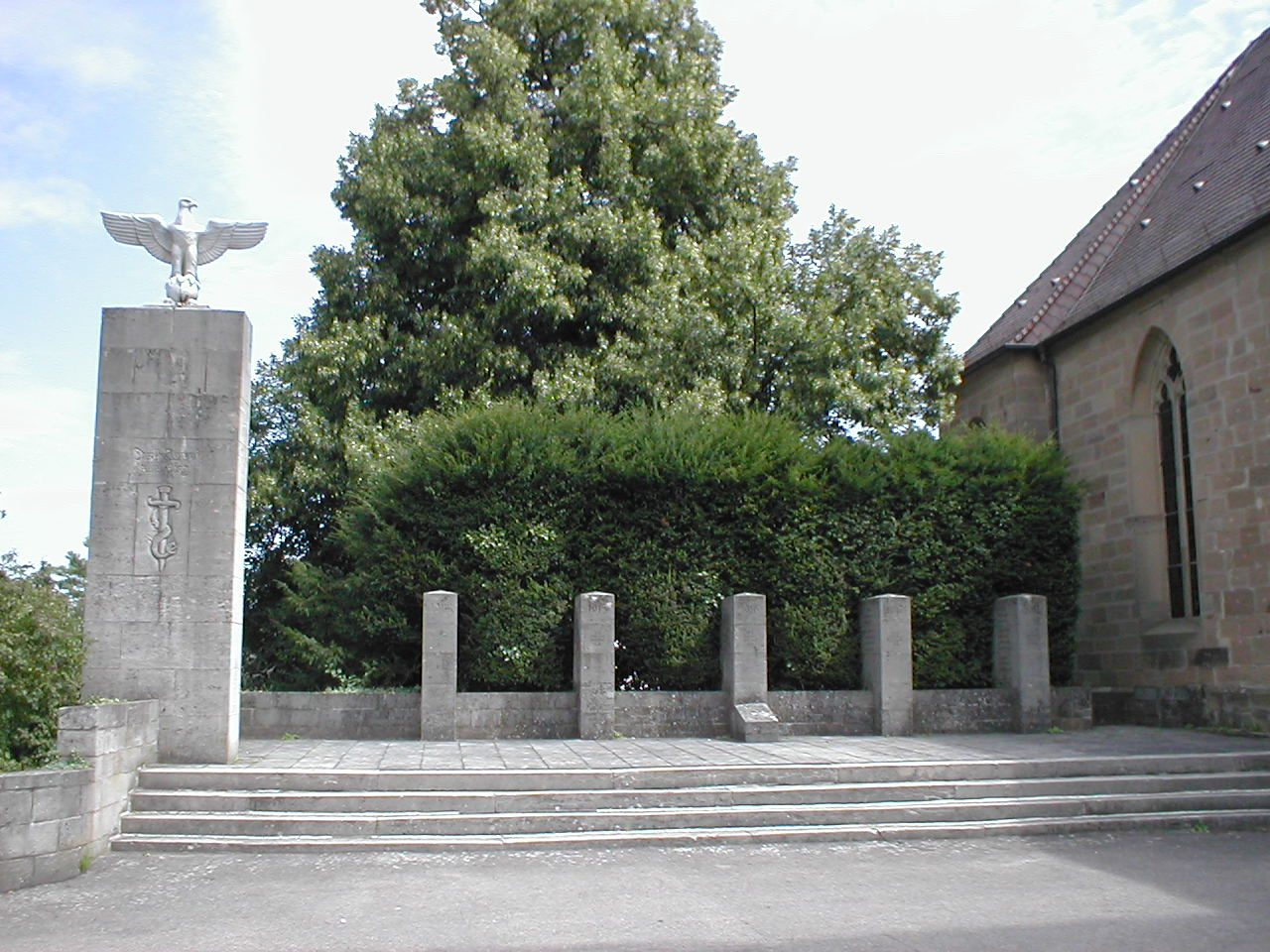
Kriegerdenkmal in Frankenbach

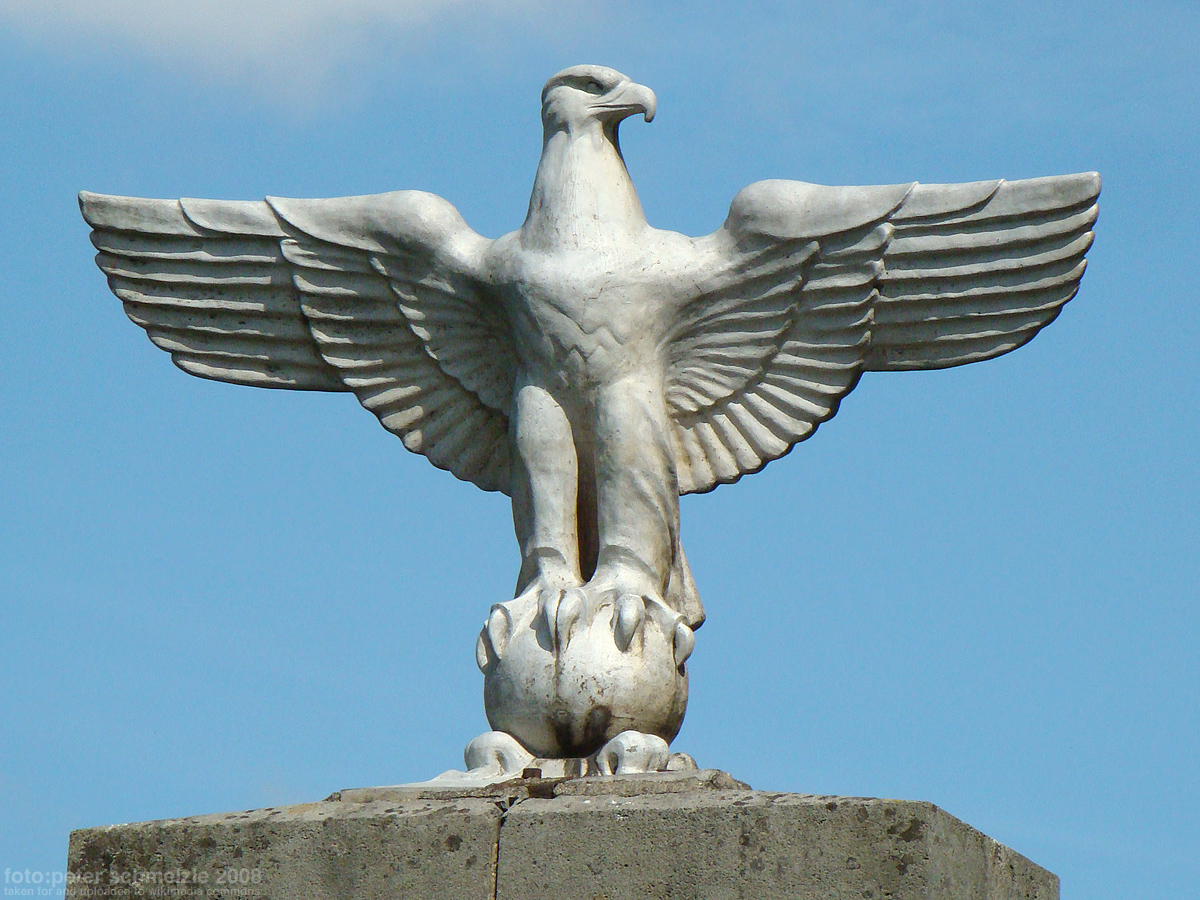
Die Adlerfigur bekrönt die größte der Stelen

Das Kriegerdenkmal im Heilbronner Stadtteil Frankenbach wurde im Jahr 1938 nördlich der Albanskirche für die 85 Frankenbacher Gefallenen des Ersten Weltkriegs errichtet.
Das Kriegerdenkmal besteht aus einer Bühne. Darauf stehen sechs Stelen, die untereinander durch eine niedrige Mauer verbunden sind. Die fünf niedrigen Stelen stehen für die fünf Kriegsjahre 1914 bis 1918 und tragen die Jahreszahl sowie die Namen der im jeweiligen Jahr Gefallenen. Die größte Stele links wird von einem Adler gekrönt, der eine Weltenkugel umgreift und trägt den Schriftzug Durch Kampf zum Sieg und ein Halbrelief, das ein Schwert mit einem gezackten Handknauf und eine gefiederte Schlange zeigt. Die Architektur verkörpert die kriegsvorbereitende Politik des NS-Regimes. Einer Informationstafel zufolge stellt das Kriegerdenkmal ein „mahnendes Zeugnis für die dunkelste Epoche der neueren deutschen Geschichte“ dar.
Eine ältere Gedenktafel für die toten Krieger des Ersten Weltkriegs 1914–18 ist in die Südfassade der Albanskirche eingelassen. An der Nordfassade wurde beim Kriegerdenkmal eine Tafel angebracht, die einen Beschluss des Kirchengemeinderats der evangelischen Kirchengemeinde Frankenbach vom 10. Dezember 1990 wiedergibt, dem zufolge die Gemeinde „durch den Auftrag Jesu Christi dem Frieden in der Welt und der Freundschaft unter den Menschen verpflichtet“ sei und „deshalb die Herstellung, Lagerung und Anwendung von Massenvernichtungswaffen auf der ganzen Welt“ ablehnt.

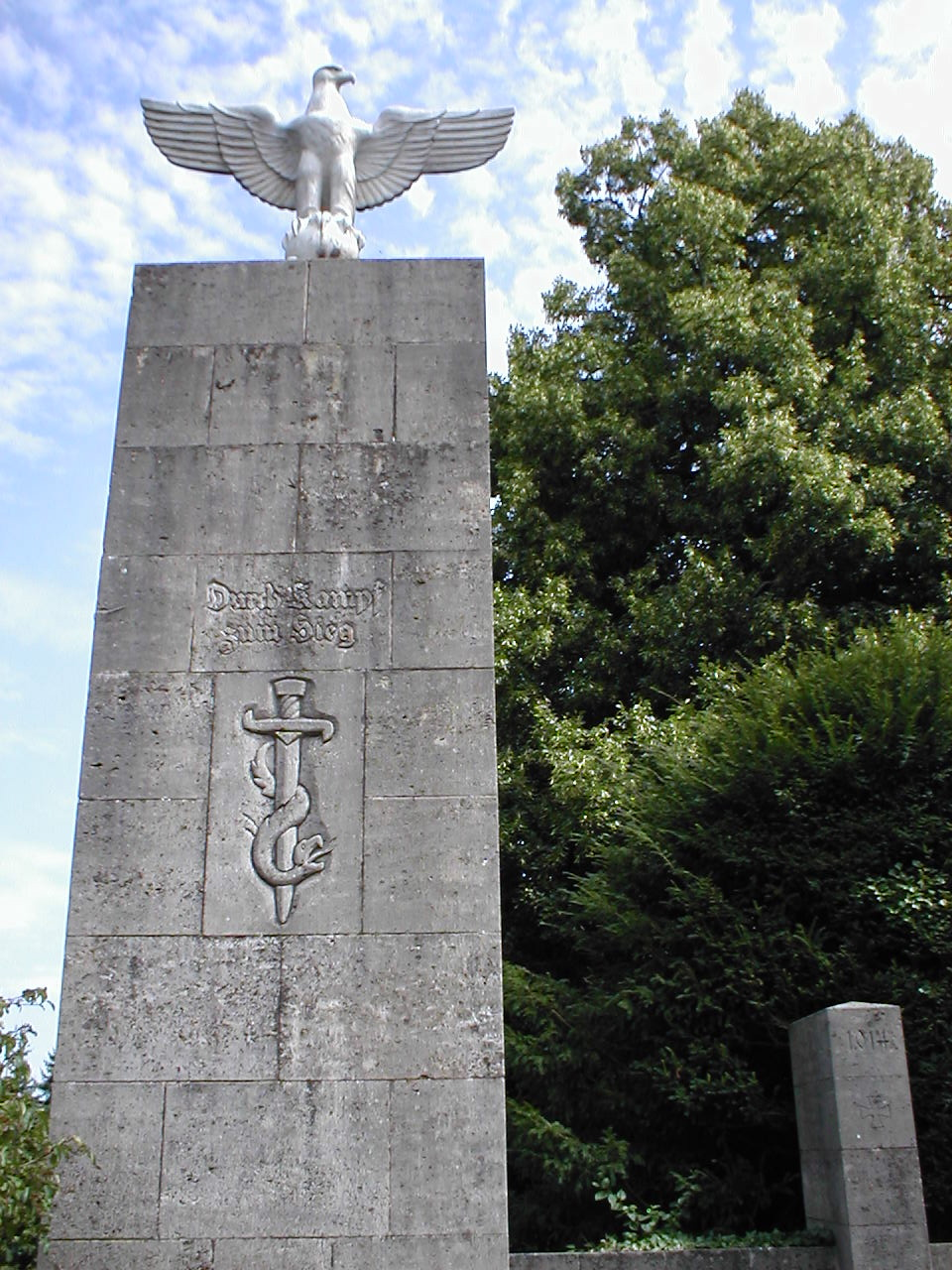
Detail am Kriegerdenkmal von 1938
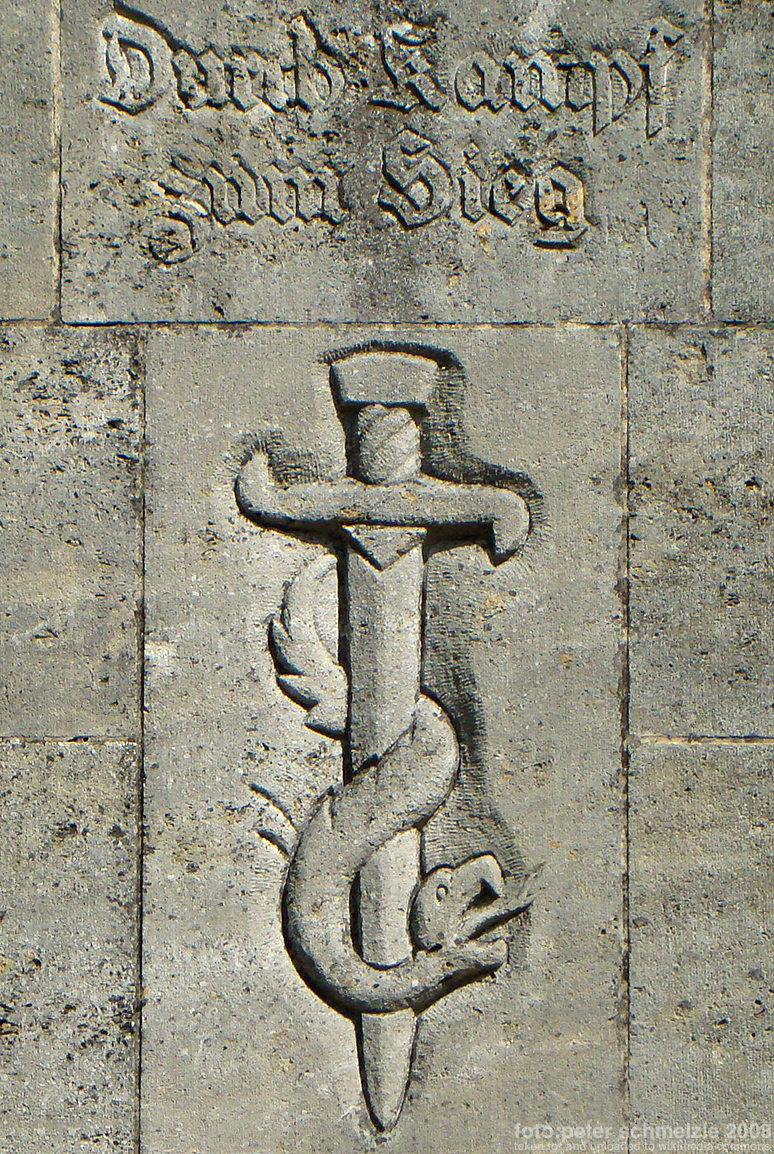
Parole Durch Kampf zum Sieg
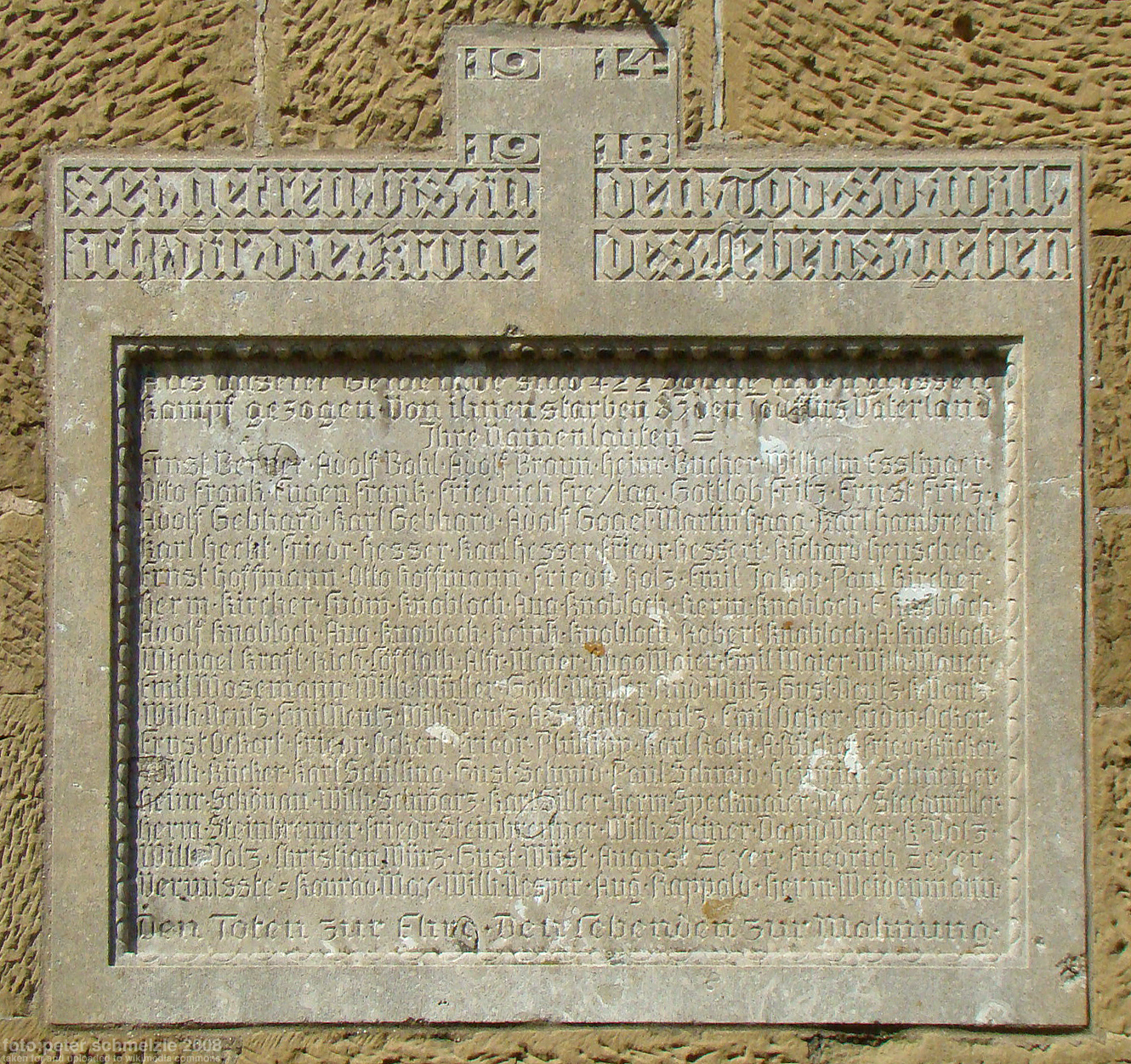
Älteres Ehrenmal für die Kriegstoten 1914–18 an der Südfassade der Albanskirche

Koordinaten: 49° 9′ 31″ N, 9° 10′ 7,6″ O